# Чемпионат России по боевому самбо 2015
Чемпионат России по боевому самбо 2015 года проходил в Красноярске с 17 по 20 февраля.

## Медалисты
| Весовая категория | Золото                          | Серебро                          | Бронза                                                            |
| ----------------- | ------------------------------- | -------------------------------- | ----------------------------------------------------------------- |
| до 52 кг          | Амыр Бакрасов Горно-Алтайск     | Анатолий Стишак Санкт-Петербург  | Рустам Конзошев Горно-Алтайск Родион Асканаков Горно-Алтайск      |
| до 57 кг          | Артур Багаутинов Москва         | Александр Нестеров Кстово        | Курбан Магомедов Москва Эльдар Гусманов Дзержинск                 |
| до 62 кг          | Рустам Талдиев Санкт-Петербург  | Узаир Лабазанов Москва           | Павел Репетюк Санкт-Петербург Виктор Дулмаев Улан-Удэ             |
| до 68 кг          | Рашад Мурадов Петрозаводск      | Магомедрасул Хасбулаев Махачкала | Фёдор Дурыманов Санкт-Петербург Руслан Гасанханов Дагестан        |
| до 74 кг          | Баир Омоктуев Улан-Удэ          | Андрей Калинин Санкт-Петербург   | Тагир Тагиров Москва Александр Панов Москва                       |
| до 82 кг          | Алексей Иванов Москва           | Мурад Керимов Москва             | Эльвин Мамедов Петрозаводск Николай Поташник Кстово               |
| до 90 кг          | Вячеслав Василевский Кстово     | Султан Алиев Махачкала           | Магомед Магомедов Москва Денис Халитов Норильск                   |
| до 100 кг         | Вадим Немков Старый Оскол       | Виктор Немков Старый Оскол       | Михаил Мохнаткин Санкт-Петербург Дмитрий Невинный Санкт-Петербург |
| свыше 100 кг      | Кирилл Сидельников Старый Оскол | Денис Гольцов Санкт-Петербург    | Денис Полехин Москва Юрий Руденко Шебекино                        |

## Командное первенство

### Среди субъектов
1. Белгородская область;
2. Нижегородская область;
3. Дагестан.

### Среди округов
1. Москва;
2. Санкт-Петербург;
3. Сибирский федеральный округ.